# 吉廖利鲸
吉廖利鲸（英文：Giglioli's Whale）是由意大利动物学与人类学家恩里科·希利尔·吉廖利观察到的一种鲸鱼，它的特点为有着两个背鳍。尽管被命名了科学名称Amphiptera pacifica，但吉廖利鲸并不为科学界认可。

## 历史
- 1867年9月4日，恩里科·希利尔·吉廖利乘坐Magenta号在距离智利海岸约1200英里（约1931公里）处海域近距离观察到一只奇怪的鲸鱼约一刻钟。据吉廖利记录，鲸鱼长60英尺（18米）、整体躯干细长、有两个背鳍，背鳍的间距约6.5英尺（2米）。[3][4]

- 1868年，英国苏格兰阿伯丁郡附近海域船只Lily号观察到一只双鳍鲸。[5]1983年，法国动物学家雅克·梅格雷特（ Jacques Maigret）在科嘉西岛附近海域观察到吉廖利鲸。[6]

## 理论
- 未被发现新的新种鲸鱼。

- 个体畸形的鲸鱼，目前野外观察已确认存在双背鳍的座头鲸个体。[7]